# Rhopalomyia glutinosa
Rhopalomyia glutinosa är en tvåvingeart som beskrevs av Ephraim Porter Felt 1916. Rhopalomyia glutinosa ingår i släktet Rhopalomyia och familjen gallmyggor. Inga underarter finns listade i Catalogue of Life.